# Vereda (Bahia)
Vereda é um município brasileiro no interior do estado da Bahia. Fica em uma região denominada extremo sul da Bahia.

## Clima
O clima de Vereda é tropical (do tipo Aw na classificação climática de Köppen-Geiger), com muito mais chuva no verão do que no inverno e temperatura média anual de 24,7 °C. Junho é o mês mais seco do ano, apresentando média de 51 mm e novembro é o mês de maior precipitação, com 166 mm de média. O mês mais quente do ano é Janeiro com temperatura média de 26,5 °C, enquanto Julho é o mais frio, com média mensal de 22,1 °C. A precipitação média anual é de 1159 mm.
| Dados climatológicos para Vereda             | Dados climatológicos para Vereda | Dados climatológicos para Vereda | Dados climatológicos para Vereda | Dados climatológicos para Vereda | Dados climatológicos para Vereda | Dados climatológicos para Vereda | Dados climatológicos para Vereda | Dados climatológicos para Vereda | Dados climatológicos para Vereda | Dados climatológicos para Vereda | Dados climatológicos para Vereda | Dados climatológicos para Vereda | Dados climatológicos para Vereda |
| Mês                                          | Jan                              | Fev                              | Mar                              | Abr                              | Mai                              | Jun                              | Jul                              | Ago                              | Set                              | Out                              | Nov                              | Dez                              | Ano                              |
| -------------------------------------------- | -------------------------------- | -------------------------------- | -------------------------------- | -------------------------------- | -------------------------------- | -------------------------------- | -------------------------------- | -------------------------------- | -------------------------------- | -------------------------------- | -------------------------------- | -------------------------------- | -------------------------------- |
| Temperatura máxima média (°C)                | 31,4                             | 31,3                             | 31,5                             | 29,8                             | 28,8                             | 27,3                             | 26,6                             | 27,5                             | 30,1                             | 29,2                             | 29,4                             | 30,7                             | 29,5                             |
| Temperatura média (°C)                       | 26,5                             | 26,4                             | 26,5                             | 25,4                             | 24,2                             | 22,7                             | 22,1                             | 22,6                             | 24,5                             | 24,7                             | 25,1                             | 25,9                             | 24,7                             |
| Temperatura mínima média (°C)                | 21,6                             | 21,6                             | 21,6                             | 21,0                             | 19,6                             | 18,1                             | 17,6                             | 17,7                             | 18,9                             | 20,2                             | 20,9                             | 21,2                             | 20,0                             |
| Precipitação (mm)                            | 133                              | 94                               | 106                              | 86                               | 63                               | 51                               | 70                               | 51                               | 62                               | 123                              | 166                              | 154                              | 1 159                            |
| Fonte: Climate-Data (médias de temperatura). |                                  |                                  |                                  |                                  |                                  |                                  |                                  |                                  |                                  |                                  |                                  |                                  |                                  |